# Mutant Turtles: Choujin Densetsu-hen
Mutant Turtles: Chōjin Densetsu-hen (ミュータント タートルズ 超人伝説編 Myūtanto Tātoruzu Chōjin Densetsu-hen?, Mutant Turtles: Superman Legend) är en Original Video Animation baserad på franchisen Teenage Mutant Ninja Turtles. Serien producerades av TV Tokyo som tillägg till den japanska leksaksversionen av Ninja Turtles, som såldes av Takara. Det första avsnittet, släppt till VHS 1996, är baserat på leksakerna Supermutants, medan det andra, släppt 1997, är baserad på Japan-exklusiva Metal Mutation. Avsnitten har oftast samma röster som TV Tokyos japanskspråkiga dubbning av 1987 års TMNT.

## Avsnittslista
Avsnitt 1
- Romaji-titel: Sūpā Tātoruzu Dai Pinchi! Seinto Tōjō!
- Kanji-titel: スーパータートルズ大ピンチ!セイント登場!
- Engelskspråkig titel: The Great Crisis of the Super Turtles! The Saint Appears!
- Ursprungligt sändningsdatum: 21 maj 1996

Avsnitt 2
- Romaji-titel: Shugo Jū Kōrin Metaru Tātoruzu Tōjō!
- Kanji-titel: 守護獣降臨 メタルタートルズ登場!
- Engelskspråkig titel: The Coming of the Guardian Beasts - The Metal Turtles Appears!
- Ursprungligt sändningsdatum: 21 februari 1997

## Medverkande
- Daiki Nakamura	 ...	Leonardo
- Toshiharu Sakurai	 ...	Michelangelo
- Hiroyuki Shibamoto	 ...	Raphael
- Hidenari Ugaki	 ...	Donatello
- Hideyuki Umezu	 ...	Splinter / Krang
- Emi Shinohara	 ...	April O'Neil
- Kiyoyuki Yanada	 ...	Shredder (Sawaki Oroku)
- Kyousei Tsukui	 ...	Bebop
- Hidetoshi Nakamura	 ...	Rocksteady
- Rei Sakuma	 ...	Crys-Mu / Dark Mu
- Tomohiro Nishimura	 ...	Hattori Kinzô
- Kôichi Nagano	 ...	News Technician

## Musik
Mutant Turtles: Chōjin Densetsu-hen Original Sound Track (ミュータント・タートルズ超人伝説編 オリジナル・サウンド・トラック Myūtanto Tātoruzu Chōjin Densetsu Orijinaru Saundo Torakku?, Mutant Turtles: Superman Legend Original Sound Track) är den licenserade musiken. Den släpptes på Columbia Records den 20 mars 1996 enbart i Japan. Albumet består av musik från båda avsnitten av kompositören Takashi Ike. Det finns också TV-versioner av signaturmelodin "Power Up Turtles" och avslutningsmelodin "Chikyū wa Ogenki" av Hironobu Kageyama och "Mokkun".

### Låtlista
1. パワーアップ・タートルズ~オープニング・テーマ・ビデオサイズ
Pawā Appu Tātoruzu~Ōpuningu Tēma Bideo Saizu/Power Up Turtles: Opening Theme Video Size
2. 戦いのはじまり~ダーク・ミューの驚異
Tatakai no Hajimari~Dāku Myū no Kyô/Start to Wage War: Dark Mu's Miracle
3. ダーク・ミューの目覚め
Dāku Myū no Mezame/Awakening of Dark Mu
4. 負けるなスーパータートルズ!~セイントミューテーションでタートルセイント!!
Makeru na Sūpā Tātoruzu!~Seinto Myūtēshon de Tātoruzu Seinto/Defeated Super Turtles!: The Saint Mutation of the Turtle Saint!!
5. クリス・ミュー決死の封印~力をあわせてメガファイナルセイントブレイクを打て!!
Kurisu Myū Ketsu Shi no Fūin~Ryoku o awase te Mega Fainaru Seinto Bureiku o Ute!!/Crys Mu Decides the Seal's Death: The Combined Power Mega Final Saint Break Strike Shoots!!
6. 美雄平石(ミュータ石)を求め,いざ日本へ~ハットリキンゾウ参上!
Bi Osu Hira Ishi(Myūta Seki) wo Motome, Iza Nihon e~Hattori Kinzô Sôjyô/The Beautiful Flat Male Animal Stones (Mutant Stones) Demand, to Japan in a Crucial Moment: Hattori Kinzô Visits!
7. 亡霊ユキムラのいたずら
Bôrei Yukimura no Itazura/Failed Attempt of Ghost Yukimura
8. 大苦戦!お先に失礼,メタルビーストはいただきさ!!
Dai Kusen! Osaki ni Shitsurei, Metaru Bīsuto ha Itadaki sa!!/Big, Hard Fight! Before Rudeness, the Metal Beast is Received!
9. 守護獣降臨!メタルミューテーション!!
Shugo jū Kôrin! Metaru Myūtēshon!!/Protect the Beast Descending to Attend! Metal Mutation!!
10. 地球はお元気~エンディング・テーマ・ビデオサイズ
Chikyū wa Ogenki~Endingu Tēma Bideo Saizu/The Earth is Safe: Ending Theme Video Size